# Ribautia rainbowi
Ribautia rainbowi är en mångfotingart som först beskrevs av Brolemann 1912.  Ribautia rainbowi ingår i släktet Ribautia och familjen storjordkrypare. Inga underarter finns listade i Catalogue of Life.